# Renato Barborini
Renato Barborini (San Michele all'Adige, 21 gennaio 1950 – Dalmine, 6 febbraio 1977) è stato un poliziotto italiano, medaglia d'oro al valor civile.

## Biografia
Nacque a San Michele all'Adige il 21 gennaio 1950 e crebbe a Dimaro, in Val di Sole.
Il 6 febbraio 1977, a soli 27 anni, l'appuntato Barborini perse la vita assieme al collega Luigi D'Andrea, sotto i colpi di arma da fuoco del pluripregiudicato Renato Vallanzasca. Questi, fermato assieme a due suoi complici a un posto di blocco al casello autostradale A4 di Dalmine, 
aprì il fuoco sugli agenti D'Andrea e Barborini, ferendoli entrambi a morte.
A Dimaro è stata dedicata una via. A Dalmine il parco in via Tre Venezie è stato intitolato alle due vittime.

## Onorificenze

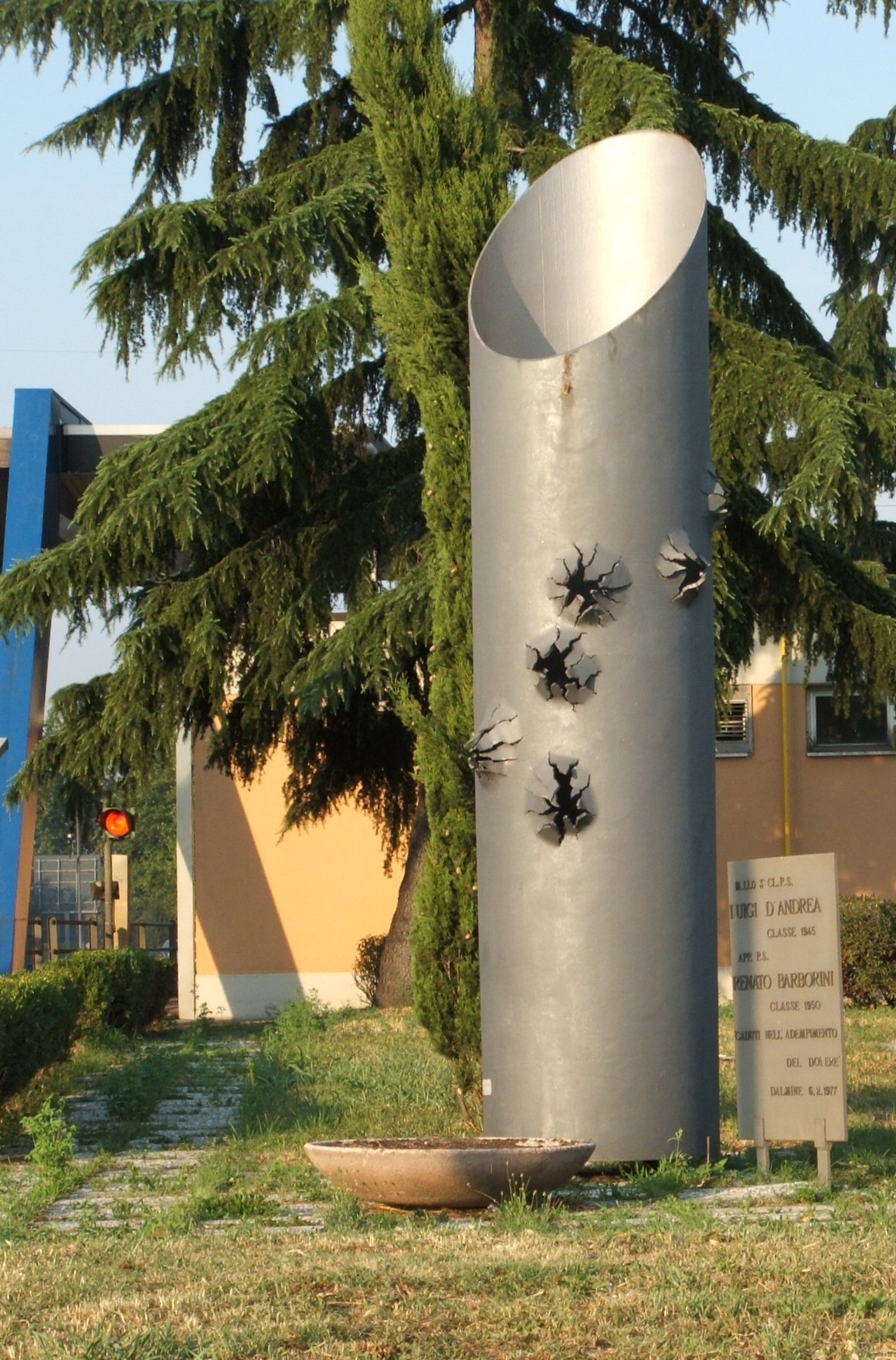
Monumento alla memoria dei poliziotti Luigi D'Andrea e Renato Barborini presso il casello autostradale di Dalmine